# Все любят китов
«Все любят китов» (англ. Big Miracle) — британско-американский драматический фильм, основанный на романе Тома Роуза Big Miracle — «Большое чудо», в котором рассказывается об Операции «Прорыв». Картина была снята при поддержке кинокомпаний Universal Pictures и Working Title.
Русскоязычное название фильма осталось от рабочего названия Everybody Loves Whales. Мировая премьера состоялась 3 февраля 2012 года. В России картина в ограниченном прокате стартовала также 2 февраля.

## Сюжет
Фильм рассказывает о том, как несколько жителей штата Аляска изо всех сил стараются спасти трех серых китов, попавших в ледяную ловушку под арктическими льдами. Благодаря советскому ледоколу, который проломил стену ценой повреждений, киты были освобождены из ледяного плена.

## В ролях
| Актёр             | Роль                                 |
| ----------------- | ------------------------------------ |
| Джон Красински    | Адам Карлсон                         |
| Дрю Бэрримор      | Рэйчел Крамер (прототип Синди Лоури) |
| Кристен Белл      | Джилл Джерард                        |
| Дермот Малруни    | полковник Скотт Бойер                |
| Тим Блэйк Нельсон | Пэт Лафайет                          |
| Винесса Шоу       | Келли Майерс                         |
| Тед Дэнсон        | мистер МакГроу                       |

## Критика
Фильм получил положительные отзывы кинокритиков. На сайте Rotten Tomatoes фильм имеет рейтинг 74 % на основе 101 рецензий со средним баллом 6,2 из 10. На сайте Metacritic фильм имеет оценку 61 из 100 на основе 28 рецензий критиков, что соответствует статусу «в целом положительные отзывы».